# Rastellus florisbad
Espèce
Rastellus florisbad est une espèce d'araignées aranéomorphes de la famille des Gnaphosidae.

## Distribution
Cette espèce est endémique d'Afrique du Sud. Elle se rencontre en État-Libre et au KwaZulu-Natal.

## Description
Le mâle holotype mesure 2,74 mm.

## Systématique et taxinomie
Cette espèce a été décrite par Platnick et Griffin en 1990.

## Étymologie
Son nom d'espèce lui a été donné en référence au lieu de sa découverte, Florisbad.

## Publication originale
- Platnick & Griffin, 1990 : « On Rastellus, a new genus of the spider family Ammoxenidae (Araneae, Gnaphosoidea). » American Museum Novitates, no 2995, p. 1-11 (texte intégral).